# کریپتو ای. جی
کریپتو ای. جی (انگلیسی: Crypto AG) یکی از بزرگترین شرکتهای فعال در زمینه تولید تجهیزات رمزگذاری بود. سازمان اطلاعات مرکزی آمریکا، سیا، و دستگاه امنیتی آلمان برای ده‌ها سال به‌طور مخفیانه صاحب این شرکت بودند.